# خانه جهان - بخش حسینی
خانه جهان - بخش حسینی مربوط به دوره قاجار است و در شیراز، محله سرباغ، کوچه هفت پیچ، پ ۴۰ واقع شده و این اثر در تاریخ ۱۰ خرداد ۱۳۸۲ با شمارهٔ ثبت ۸۶۵۸ به‌عنوان یکی از آثار ملی ایران به ثبت رسیده است.